# کنترل پایداری الکترونیکی

طرح چراغ هشدار کنترل پایداری الکترونیکی در کیلومترشمار خودروها

کنترل پایداری الکترونیکی (به انگلیسی: Electronic stability control) به اختصار ESC، یا برنامه پایداری الکترونیک (ESP) یا کنترل پایداری دینامیک (DSC) یک فناوری رایانه‌ای شده برای پایداری خودرو است که می‌تواند به شکل بالقوه سبب بهبود امنیت از طریق شناسایی و به حداقل رساندن لغزش‌ها شود. به‌طور کلی زمانی که این سامانه انحراف خودرو را تشخص می‌دهد، جهت کمک به راننده اقدام به ترمز گرفتن برای هدایت خودرو به مسیر مورد نظر راننده می‌کند. این ترمزها می‌تواند به صورت جداگانه بر روی هریک از چرخ‌های خودرو اعمال شود. به کارگیری این سیستم در ایران از سال ۱۴۰۲ برای تمام خودروها اجباری شد.